# Лангатуй
Лангатуй — река в России, протекает в Слюдянском районе Иркутской области. Правый приток реки Хара-Мурин.

## География
Река берёт начало на высоте около 1700 м у перевала Лангутайские Ворота. Течёт на северо-восток вдали от населённых пунктов.
Впадает в реку Хара-Мурин в 7 км от её устья по правому берегу. Длина реки составляет 34 км. Высота устья — 494 м над уровнем моря.
Крупнейшие притоки: реки Голая, Нитяная и Бильчир (правые).

## Данные водного реестра
По данным государственного водного реестра России относится к Ангаро-Байкальскому бассейновому округу, водохозяйственный участок реки — Бассейны рек южной части озера Байкал в междуречье рек Селенга и Ангара. Речной бассейн реки — бассейны малых и средних притоков южной части оз. Байкал.
Код объекта в государственном водном реестре — 16020000112116300020996.